# Кралска фондация
Кралската фондация на принца и принцесата на Уелс е независима благотворителна организация от Обединеното кралство, която подкрепя дейността с нестопанска цел на принца и принцесата на Уелс. Техните проекти са свързани с опазването на природата, екологичните проблеми, ранното детско развитие, психичното здраве, спешните служби и борбата с бездомничеството.

## История
Фондацията е създадена през септември 2009 г. от принц Уилям и принц Хари като „фондация на принц Уилям и принц Хари“, за да продължи напред своите благотворителни амбиции. По-късно, след женитбите им съответно през 2011 г. и 2018 г., като покровители на фондацията се включват Катрин Мидълтън (по-късно принцеса на Уелс) и Меган Маркъл (по-късно херцогиня на Съсекс). Херцогът и херцогинята на Съсекс напускат фондацията през юни 2019 г.